# The King of Romance
The King of Romance (en español: El Rey del Romance) es el primer álbum de estudio como solista del cantante puertorriqueño Kenny Vázquez, más conocido como Ken-Y, integrante del dúo R.K.M. & Ken-Y. Publicado el 22 de enero de 2016 bajo el sello Fresh Productions, el álbum está conformado por 14 canciones y con las colaboraciones de Nicky Jam, Natti Natasha y Manny Montes.

## Antecedentes
Después de la separación temporal del dúo en 2013, Ken-Y dio inicio a un álbum como solista, publicando el sencillo «Princesa» y presentando una remezcla tropical con Jerry Rivera. Al año siguiente, el cantante deja el sello discográfico Pina Records luego de pertenecer por diez años, firmando con Fresh Productions.
Para 2015, el cantante confirmó colaboraciones con Nicky Jam y Natti Natasha, además de productores como Mambo Kingz y Rome. Vázquez anunció que el álbum alterna entre reguetón clásico y romántico con bachata, dancehall y danza, además de destacar la colaboración con Nicky Jam, a quién siempre tuvo en mente como invitado.

## Recepción comercial
La colaboración con Nicky Jam obtuvo éxito en Estados Unidos, ingresando en las listas Tropical Songs de la revista Billboard. En su primera semana, el álbum lideró la lista Latin Rhythm Albums de Billboard.

## Lista de canciones
| N.º   | Título                              | Productor(es)         | Duración |  |
| 1.    | «Fórmula de amor»                   | Urba & Rome           | 3:36     |  |
| 2.    | «14 de Febrero sin ti»              | Brinn                 | 3:59     |  |
| 3.    | «Sentirte mía»                      | Brinn y Myztiko       | 3:27     |  |
| 4.    | «Ángel y diablo»                    | Mambo Kingz           | 3:59     |  |
| 5.    | «Imposible amor»                    |                       | 3:33     |  |
| 6.    | «Como lo hacía yo» (con Nicky Jam)  | Brinn, DJ Urba & Rome | 3:40     |  |
| 7.    | «Que no me faltes tú»               |                       | 3:55     |  |
| 8.    | «Delete»                            |                       | 3:46     |  |
| 9.    | «Amor de locos» (con Natti Natasha) | Myztiko               | 3:23     |  |
| 10.   | «Cosas de la vida»                  |                       | 3:37     |  |
| 11.   | «El desquite»                       | Dayme y el High       | 3:27     |  |
| 12.   | «Te amo»                            |                       | 3:58     |  |
| 13.   | «Te invito a volar»                 | Brinn y Myztiko       | 3:46     |  |
| 14.   | «Quien?» (con Manny Montes)         |                       | 4:01     |  |
| 52:13 |                                     |                       |          |  |

## Posicionamiento
| Listas (2016)                        | Mejor posición |
| ------------------------------------ | -------------- |
| Estados Unidos (Top Latin Albums)    | 4              |
| Estados Unidos (Latin Rhythm Albums) | 1              |